# Histaminski H3 receptor
Histaminski H3 receptori su izraženi u centralnom nervnom sistemu i u manjoj meri u perifernom nervnom sistemu, gde oni deluju kao autoreceptori u presinaptičkim histaminergičkim neuronima, i takođe kontrolišu promet histamina putem povratne inhibicije sinteze i oslobađanja. H3 receptor takođe presinaptički inhibira otpuštanje brojnih drugih neurotransmitera (i.e. on deluje kao inhibitorni heteroreceptor) uključujući, ali verovatno ne samo dopamina, , acetilholina, noradrenalina, i serotonina.
Genska sekvenca H3 receptora je samo oko 22% i 20% homologna sa H1 i H2 receptorima respektivno.

## Tkivna distribucija
- Centralni nervni sistem
- Periferni nervni sistem
- Srce
- Pluća
- Gastrointestinalni trakt
- Endotelne ćelije

## Funkcija
Poput svih histaminskih receptora H3 receptor je G protein spregnuti receptor. H3 receptor je spregnut sa  G proteinom, tako da dovodi do inhibicije formiranja cAMP. Takođe, β i γ podjedinice interaguju sa N-tipom naponom kontrolisanog kalcijumskog kanala, da redukuju dejstvo potencijalom posredovanog uliva kalcijuma i tako redukuju otpuštanje neurotransmitera.
H3 receptori funkcionišu kao presinaptički autoreceptori na histaminskim neuronima.
Raznovrsnost izražavanja H3 receptora širom korteksa i podkorteksa je indikacija njegove sposobnosti da moduliše otpuštanje velikog broja neurotransmitera.
H3 receptori učestvuju u kontroli sitosti.

## Isoforme
Postoji najmanje šest izoformi H3 receptora kod ljudi, i više od 20 je otkriveno do sada računajući druge vrste. Kod pacova je do sad otkriveno šest podtipova H3 receptora, dok su kod miševa poznate tri. Ti podtipovi imaju suptilne razlike u pogledu farmakologije (kao i distribucije, sudeći po istraživanjina na pacovima), ali njihove precizne fiziološke uloge nisu razjašnjene.

## Farmakologija

### Agonisti
Nisu poznati terapeutski proizvodi koji deluju kao selektivni agonisti za H3 receptore. Postoji nekoliko jedinjenja koja se koriste kao istraživačka oruđa koja su u znatnoj meri selektivni agonisti. Neka od njih su:
- (R)-α-metilhistamin
- Cipralisant - Inicijalno istraživan kao H3 antagonist, ali je kasnije utvrđeno da je agonist, pokazuje funkcionalnu selektivnost. Aktivira deo G protein spregnutih puteva[6]
- Imepip
- Imetit
- Imetridin
- Metimepip
- Proksifan

### Antagonisti
Primeri antagonista su:
- [8]
- Betahistin
- Burimamid (takođe slab H2 antagonist)
- Ciproksifan
- Konesin
- Klobenpropit (takođe H4 antagonist)
- Impentamin
- Jodofenpropit
- Tioperamid (takođe H4 antagonist)
- (4-[3-(1H-Imidazol-4-il)propil]piperidin)

## Terapeutski potencijal
Ovaj receptor je predložen za biološki cilj u tretiranju poremećaja sna. Takođe se smatra da modulacija dejstva ovog receptora može da nađe primenu u tretmanu neuropatičkog bola.
Usled njegove sposobnosti modulacije drugih neurotransmitera, ligandi H3 receptora se istražuju za lečenje brojnih neuroloških poremećaja, uključujući gojaznost (zbog interakcije histaminskog i oreksinskog sistema), poremećaja kretanja (zbog modulacije dopamina i GABA putem H3 receptora u bazalnim ganglijama), šizofrenije i ADHD.

## Istorija
- 1983 - H3 receptor je farmakološki identikovan.[12]
- 1988 - Utvrđeno je da H3 receptor posreduje inhibiciju otpuštanja serotonina moždanoj kori pacova.[13]
- 1997 - Pokazano je da H3 receptori modulišu ishemično otpuštanje norepinefrina kod životinja.[14]
- 1999 - H3 receptor je kloniran[15]
- 2000 - H3 receptori se nazivaju "novim kursom ishemije miokarda"[16]
- 2002 - H3(-/-) miš (miš bez ovog receptora)[17]

## Literatura
- Hill, SJ; Ganellin, CR; Timmerman, H.;  . (1997). „International Union of Pharmacology. XIII. Classification of histamine receptors”. Pharmacol. Rev. 49 (3): 253—78. PMID 9311023. doi:10.1016/S0031-6997(24)01328-0.
- Malinowska B, Godlewski G, Schlicker E (1998). „Histamine H3 receptors--general characterization and their function in the cardiovascular system”. J. Physiol. Pharmacol. 49 (2): 191—211. PMID 9670104.
- Leurs R, Hoffmann M, Wieland K, Timmerman H (2000). „H3 receptor gene is cloned at last”. Trends Pharmacol. Sci. 21 (1): 11—2. PMID 10637648. doi:10.1016/S0165-6147(99)01411-X.
- Leurs R, Bakker RA, Timmerman H, de Esch IJ (2005). „The histamine H3 receptor: from gene cloning to H3 receptor drugs”. Nature Reviews. Drug Discovery. 4 (2): 107—20. PMID 15665857. doi:10.1038/nrd1631.
- Esbenshade TA, Fox GB, Cowart MD (2006). „Histamine H3 receptor antagonists: preclinical promise for treating obesity and cognitive disorders”. Mol. Interv. 6 (2): 77—88, 59. PMID 16565470. doi:10.1124/mi.6.2.5.
- Lovenberg, TW; Roland, BL; Wilson, SJ;  . (1999). „Cloning and functional expression of the human histamine H3 receptor”. Mol. Pharmacol. 55 (6): 1101—7. PMID 10347254.
- Nakamura, T.; Itadani, H.; Hidaka, Y.;  . (2001). „Molecular cloning and characterization of a new human histamine receptor, HH4R”. Biochem. Biophys. Res. Commun. 279 (2): 615—20. PMID 11118334. doi:10.1006/bbrc.2000.4008.
- Cogé, F.; Guénin, SP; Audinot, V.;  . (2001). „Genomic organization and characterization of splice variants of the human histamine H3 receptor”. Biochem. J. 355 (Pt 2): 279—88. PMC 1221737 . PMID 11284713. doi:10.1042/0264-6021:3550279.
- Silver, RB; Poonwasi, KS; Seyedi, N.;  . (2002). „Decreased intracellular calcium mediates the histamine H3-receptor-induced attenuation of norepinephrine exocytosis from cardiac sympathetic nerve endings”. Proc. Natl. Acad. Sci. U.S.A. 99 (1): 501—6. PMC 117589 . PMID 11752397. doi:10.1073/pnas.012506099 .
- Deloukas, P.; Matthews, LH; Ashurst, J.;  . (2002). „The DNA sequence and comparative analysis of human chromosome 20”. Nature. 414 (6866): 865—71. PMID 11780052. doi:10.1038/414865a.
- Wiedemann P, Bönisch H, Oerters F, Brüss M (2002). „Structure of the human histamine H3 receptor gene (HRH3) and identification of naturally occurring variations”. Journal of Neural Transmission (Vienna, Austria : 1996). 109 (4): 443—53. PMID 11956964. doi:10.1007/s007020200036.
- Wellendorph, P.; Goodman, MW; Burstein, ES;  . (2002). „Molecular cloning and pharmacology of functionally distinct isoforms of the human histamine H(3) receptor”. Neuropharmacology. 42 (7): 929—40. PMID 12069903. doi:10.1016/S0028-3908(02)00041-2.
- Strausberg, RL; Feingold, EA; Grouse, LH;  . (2003). „Generation and initial analysis of more than 15,000 full-length human and mouse cDNA sequences”. Proc. Natl. Acad. Sci. U.S.A. 99 (26): 16899—903. PMC 139241 . PMID 12477932. doi:10.1073/pnas.242603899 .
- Lozeva V, Tuomisto L, Tarhanen J, Butterworth RF (2004). „Increased concentrations of histamine and its metabolite, tele-methylhistamine and down-regulation of histamine H3 receptor sites in autopsied brain tissue from cirrhotic patients who died in hepatic coma”. J. Hepatol. 39 (4): 522—7. PMID 12971961. doi:10.1016/S0168-8278(03)00353-2.
- Lippert, U.; Artuc, M.; Grützkau, A.;  . (2004). „Human skin mast cells express H2 and H4, but not H3 receptors”. J. Invest. Dermatol. 123 (1): 116—23. PMID 15191551. doi:10.1111/j.0022-202X.2004.22721.x.
- Gerhard, DS; Wagner, L.; Feingold, EA;  . (2004). „The status, quality, and expansion of the NIH full-length cDNA project: the Mammalian Gene Collection (MGC)”. Genome Res. 14 (10B): 2121—7. PMC 528928 . PMID 15489334. doi:10.1101/gr.2596504.

## Spoljašnje veze
- „Histamine Receptors: H3”. IUPHAR Database of Receptors and Ion Channels. International Union of Basic and Clinical Pharmacology. Архивирано из оригинала 25. 12. 2013. г.
- H3+receptors на 